# دستغرد درغاز (غوهران)
دستغرد درغاز (بالفارسية: دستگرد درگاز) هي قرية تقع في إيران في قسم غوهران الريفي. يقدر عدد سكانها بـ 503 نسمة بحسب إحصاء 2016.